# Midlum (Baixa Saxônia)
Midlum é um município da Alemanha localizado no distrito de Cuxhaven, estado da Baixa Saxônia.
Pertence ao Samtgemeinde de Land Wursten.